# 燕岐郡
燕岐郡（韓語：연기군）曾經是位於大韓民國忠清南道東北部的一個郡，目前為世宗特別自治市的一部分。面積361.53平方公里，人口85,395人（2005年）。燕岐郡下轄有1邑7面，郡廳設於鳥致院邑。

## 地理
燕岐郡的北側是忠清南道天安市、西側是公州市、東側是忠清北道清原郡、南側是大田廣域市。

## 行政區劃
- 鳥致院邑（조치원읍）
- 東面（동면）
- 西面（서면）
- 南面（남면）
- 錦南面（금남면）
- 全東面（전동면）
- 全義面（전의면）
- 小井面（소정면）

## 相關項目
- 世宗特別自治市
- 韓國遷都問題

## 外部連結
- 燕岐郡